# 卡莫波利斯
10°38′52″S 36°59′20″W / 10.64778°S 36.98889°W
卡莫波利斯（葡萄牙語：Carmópolis），是巴西的城鎮，位於該國東北部，由塞爾希培州負責管轄，始建於1922年10月16日，面積46平方公里，海拔高度13米，2013年人口14,937，人口密度每平方公里325.39人。